# Fédération sénégalaise des échecs
La Fédération sénégalaise des échecs (FESEC) est l'organisme qui a pour but de promouvoir la pratique des échecs au Sénégal. Le siège de la fédération est situé à Dakar.
La FESEC est affiliée à la Fédération internationale des échecs et membre de l'Association internationale des échecs francophones.
Depuis décembre 2016, le ministère des Sports du Sénégal a mis en place un Comité national provisoire des échecs (CNPE) qui a notamment en charge d'oeuvrer pour la mise en place d'une Fédération sénégalaise des échecs